# Euterebra puncturosa
Euterebra puncturosa is een slakkensoort uit de familie van de Terebridae. De wetenschappelijke naam van de soort is voor het eerst geldig gepubliceerd in 1959 door Berry.